# Okienko przedsionka

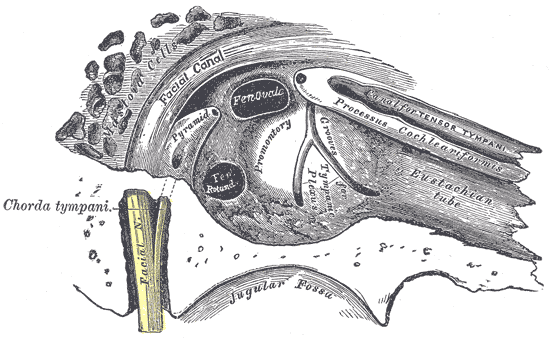
Widok na wewnętrzną ścianę jamy bębenkowej. Okienko przedsionka podpisany "Fen. Ovale".

Okienko przedsionka, okienko owalne (łac. fenestra vestibuli, fenestra ovalis) – w anatomii człowieka otwór w ścianie błędnikowej jamy bębenkowej (w kości skroniowej). Ma kształt zbliżony do owalu, nerkowaty. Zamknięte jest podstawą strzemiączka, umocowaną do jego brzegów więzadłem pierścieniowatym strzemiączka. Prowadzi z ucha środkowego do przedsionka ucha wewnętrznego. Ułatwia przenoszenie drgań z ucha środkowego do wnętrza ślimaka. Drgania przenoszone są do schodów przedsionka.